# WBSC U-18ワールドカップ
WBSC U-18野球ワールドカップ（英語：WBSC U-18 Baseball World Cup ）は、世界野球ソフトボール連盟（WBSC）主催により、隔年で開催される、16歳から18歳の各国・地域代表選手で競われる野球の国際大会である。
旧称は「18U（AAA）世界野球選手権大会」、「18U野球ワールドカップ」。

## 大会概要
1981年にアメリカ合衆国で第1回大会が開催され、当初は毎年開催されていたが、1998年は開催されず、2000年以降は隔年で開催されている。世界選手権が開催されない年は、世界選手権への予選を兼ねた各地域ごとの大会が開かれている。
2012年以前はAAA世界野球選手権という大会名であったが、このAAAとは区分上のランクを表し、主要ランク（国際野球連盟における区分としては大学生以上の一般成人）に対するそれ以下の年齢ランクの区分を表している。他の類似例として、アメリカ合衆国国内野球におけるメジャーリーグに対するマイナーリーグの最上位区分としてのAAA（トリプルエー）があるが、この例は主に技量による区分であり、これと国際野球連盟におけるAAAは対象・用法が異なる。
2011年12月3日にアメリカ・ダラスで開催された第26回IBAF会議において、AAA世界野球選手権大会を2012年第25回大会をもって廃止するとともに、2013年より18Uワールド・ベースボール・クラシックを隔年で開催することが発表された。IBAFと、WBCを主催するメジャーリーグベースボール（MLB）機構の共催により行われ、WBCのユース版とする構想であったが、2013年大会においては延期となり、18U野球ワールドカップとして実施された。
2011年の国際野球連盟主催の国際大会再編による影響で、偶数年開催から奇数年開催に変更されたため、2012年大会と2013年大会は2年連続の開催になった。
2013年の世界野球ソフトボール連盟（WBSC）発足に伴い、第27回大会からWBSC主催となり、大会名も「WBSC U-18ワールドカップ（WBSC U-18 Baseball World Cup）」と改められることになった。

## 大会形式

### 大会進行
- オープニングラウンドでは、12チームが6チームずつの2グループ（グループAとグループB）に分かれ、総当たりで試合を行う。各グループ上位3チームがスーパーラウンドへ、各グループ下位3チームはコンソレーションラウンドに進出。
- スーパーラウンドに進出した各チームは、オープニングラウンドの別組の3チームとそれぞれ対戦を行う。各チームの順位は、スーパーラウンドでの試合結果と、オープニングラウンドの試合のうちスーパーラウンド進出チームとの対戦結果を合算して求められ（計5試合）、1位・2位チームが決勝戦、3位・4位チームが3位決定戦に進出する。残りの5位・6位チームはそのまま最終順位が確定する。2013年大会までは5位決定戦を行っていた。
- コンソレーションラウンド進出チームも上記スーパーラウンド同様に求められ、7位から12位の最終順位が確定する。
- スーパーラウンドおよびコンソレーションラウンド以降の先攻と後攻の選択は、コイントスにより決定する。

### 試合ルール
- 7回終了時に同点の場合、延長8回からタイブレークを採用。ノーアウト1・2塁から試合を行い、打順は前回のイニングの続きからとし、前イニングの最後から数えて2名がそれぞれ1塁・2塁のランナーとする。

## 日本チームの参加
日本では夏の甲子園が同時期に開催されているため、長らく世界選手権への参加は困難となっていた。年齢制限が19歳以下であった1982年の第2回大会は東都大学野球連盟の1・2年選抜選手、1999年の第18回大会にも沖縄県の選抜選手による参加はしていたが、甲子園出場選手を含んだ全日本チームとして出場したのは、9月の開催となった2004年の第21回大会が初めてであった（監督・渡辺元智）。2006年の第22回大会は再び不参加となり、2008年・2010年は前年のAAAアジア野球選手権大会（2007年は社会人・専門学校生で、2009年は予選敗退校の高校生で代表を編成）で3位以下に終わったことにより出場権そのものを得られなかった（両大会は地方大会と重なる7月末から8月初旬に行われたため、出場権を獲得していたとしても甲子園出場校の高校生の参加は事実上不可能であった）。
2012年は前年のAAAアジア大会優勝により出場した（監督・小倉全由）。
2013年の第26回大会から、西谷浩一が監督に就任。また、これ以降はワールド・ベースボール・クラシックのプロ野球選手による代表と同じ「侍ジャパン」仕様のユニフォームを着用するようになった。
2015年の第27回大会は、大会史上初めて日本で開催。第97回全国高等学校野球選手権大会終了直後の8月28日から9月6日まで、阪神甲子園球場および大阪府内の3球場（豊中ローズ球場・大阪市南港中央野球場・舞洲ベースボールスタジアム）で開かれた。地元開催で初優勝を狙った日本チームは決勝戦まで全勝で勝ち進むも、3連覇を狙うアメリカの前に敗れ初優勝はならなかった。
2017年の第28回大会は、前年の第11回 BFA U-18アジア選手権大会から引き続き、小枝守が指揮を執る。
その後、永田裕治を経て2023年現在は馬淵史郎が指揮を執っている。同大会優勝。

## テレビ中継
2013年大会は、BS朝日が日本代表の試合を放送。実況はテレビ朝日と朝日放送（ABC）のアナウンサーが担当した。また、日本が決勝に進出したため、決勝戦（9月8日）の中継は地上波のテレビ朝日系列フルネット全24局でも急遽放送された。
2015年大会では、会場がいずれもABCのサービスエリア内にあったため、BS朝日がABCの制作協力を受けて日本代表の全試合を中継。また、「バーチャル高校野球」（朝日新聞社とABCが共同で運営する全国高等学校野球選手権大会関連のポータルサイト）経由で、中継およびダイジェストの動画を配信した。さらに、日本がスーパーラウンド第2戦（9月4日）で韓国に勝利したことで決勝進出を確定させたため、同ラウンド最終戦（5日の対キューバ戦）の中継はテレビ朝日とABCテレビでもBS朝日と並列放送を行い、決勝戦（6日の対アメリカ戦）の中継はBS朝日での放送を取りやめる代わりに地上波のテレビ朝日系列フルネット全24局で急遽放送された。
2017年大会は全試合をWBSC公式YouTubeチャンネルでライブ配信。一部試合は放映権を持つ国は視聴不可。日本ではAbemaTVとテレビ朝日で一部中継された。
2019年大会まではBS朝日とテレビ朝日で中継してきたが2021年大会からはBS11で中継する。

## 歴代大会結果

### AAA世界野球選手権大会
| 回 | 開催期間              | 開催地                   | 出場 | メダリスト           | メダリスト           | メダリスト           |
| 回 | 開催期間              | 開催地                   | 出場 | 優勝                 | 準優勝               | 3位                  |
| -- | --------------------- | ------------------------ | ---- | -------------------- | -------------------- | -------------------- |
| 1  | 1981年8月6日-8月17日  | ニューアーク             | 11   | 韓国                 | アメリカ合衆国       | オーストラリア       |
| 2  | 1982年8月6日-8月17日  | ノックスビル             | 3    | アメリカ合衆国       | 日本                 | オーストラリア       |
| 3  | 1983年8月6日-8月17日  | ジョンズタウン           | 3    | チャイニーズタイペイ | アメリカ合衆国       | カナダ               |
| 4  | 1984年8月6日-8月17日  | キンダースリー           | 10   | キューバ             | アメリカ合衆国       | チャイニーズタイペイ |
| 5  | 1985年8月6日-8月17日  | オールバニ               | 8    | キューバ             | アメリカ合衆国       | チャイニーズタイペイ |
| 6  | 1986年8月6日-8月17日  | ウィンザー               | 7    | キューバ             | チャイニーズタイペイ | アメリカ合衆国       |
| 7  | 1987年8月6日-8月17日  | ウィンザー               | 7    | キューバ             | アメリカ合衆国       | カナダ               |
| 8  | 1988年8月6日-8月17日  | シドニー                 | 8    | アメリカ合衆国       | キューバ             | チャイニーズタイペイ |
| 9  | 1989年8月6日-8月17日  | トロワリヴィエール       | 12   | アメリカ合衆国       | キューバ             | オーストラリア       |
| 10 | 1990年8月6日-8月17日  | キューバ                 | 10   | キューバ             | チャイニーズタイペイ | アメリカ合衆国       |
| 11 | 1991年8月6日-8月17日  | ブランドン               | 10   | カナダ               | チャイニーズタイペイ | アメリカ合衆国       |
| 12 | 1992年8月6日-8月17日  | モンテレイ               | 21   | キューバ             | アメリカ合衆国       | チャイニーズタイペイ |
| 13 | 1993年8月6日-8月17日  | ウィンザー               | 8    | キューバ             | アメリカ合衆国       | チャイニーズタイペイ |
| 14 | 1994年8月6日-8月17日  | ブランドン               | 10   | 韓国                 | アメリカ合衆国       | チャイニーズタイペイ |
| 15 | 1995年8月6日-8月17日  | ケープコッド             | 8    | アメリカ合衆国       | チャイニーズタイペイ | オーストラリア       |
| 16 | 1996年8月6日-8月17日  | サンクティ・スピリトゥス | 10   | キューバ             | チャイニーズタイペイ | アメリカ合衆国       |
| 17 | 1997年8月6日-8月17日  | モンクトン               | 11   | キューバ             | チャイニーズタイペイ | カナダ               |
| 18 | 1999年8月6日-8月17日  | 高雄市                   | 12   | アメリカ合衆国       | チャイニーズタイペイ | キューバ             |
| 19 | 2000年8月6日-8月17日  | エドモントン             | 12   | 韓国                 | アメリカ合衆国       | キューバ             |
| 20 | 2002年8月6日-8月17日  | シェルブルック           | 12   | キューバ             | チャイニーズタイペイ | アメリカ合衆国       |
| 21 | 2004年9月3日-9月12日  | 台北                     | 11   | キューバ             | 日本                 | 韓国                 |
| 22 | 2006年9月17日-9月27日 | サンクティ・スピリトゥス | 12   | 韓国                 | アメリカ合衆国       | カナダ               |
| 23 | 2008年7月25日-8月3日  | エドモントン             | 12   | 韓国                 | アメリカ合衆国       | キューバ             |
| 24 | 2010年7月23日-8月1日  | サンダーベイ             | 12   | チャイニーズタイペイ | オーストラリア       | キューバ             |
| 25 | 2012年8月30日-9月8日  | ソウル                   | 12   | アメリカ合衆国       | カナダ               | チャイニーズタイペイ |

### 18U野球ワールドカップ
| 回 | 開催期間             | 開催地 | 出場 | メダリスト     | メダリスト | メダリスト |
| 回 | 開催期間             | 開催地 | 出場 | 優勝           | 準優勝     | 3位        |
| -- | -------------------- | ------ | ---- | -------------- | ---------- | ---------- |
| 26 | 2013年8月30日-9月8日 | 台中   | 12   | アメリカ合衆国 | 日本       | キューバ   |

### WBSC U-18野球ワールドカップ
| 回 | 開催期間             | 開催地                     | 出場 | メダリスト           | メダリスト           | メダリスト |
| 回 | 開催期間             | 開催地                     | 出場 | 優勝                 | 準優勝               | 3位        |
| -- | -------------------- | -------------------------- | ---- | -------------------- | -------------------- | ---------- |
| 27 | 2015年8月26日-9月6日 | 大阪                       | 12   | アメリカ合衆国       | 日本                 | 韓国       |
| 28 | 2017年9月1日-9月10日 | サンダーベイ               | 12   | アメリカ合衆国       | 韓国                 | 日本       |
| 29 | 2019年8月30日-9月8日 | 機張郡                     | 12   | チャイニーズタイペイ | アメリカ合衆国       | 韓国       |
| 30 | 2022年9月9日-9月18日 | サラソータ /ブレイデントン | 12   | アメリカ合衆国       | チャイニーズタイペイ | 日本       |
| 31 | 2023年9月1日-9月10日 | 台北/台中                  | 12   | 日本                 | チャイニーズタイペイ | 韓国       |
| 32 | 2025年9月5日-9月14日 | 沖縄                       | 12   |                      |                      |            |
| 33 | 2027年               | 平潭                       |      |                      |                      |            |

## 優勝回数
| 優勝回数 | 国・地域名           | 年                                                          |
| -------- | -------------------- | ----------------------------------------------------------- |
| 11回     | キューバ             | 1984～1987(4連覇), 1990, 1992, 1993, 1996, 1997, 2002, 2004 |
| 10回     | アメリカ合衆国       | 1982, 1988, 1989, 1995, 1999, 2012, 2013, 2015, 2017, 2022  |
| 5回      | 韓国                 | 1981, 1994, 2000, 2006, 2008                                |
| 3回      | チャイニーズタイペイ | 1983, 2010, 2019                                            |
| 1回      | 日本                 | 2023                                                        |
| 1回      | カナダ               | 1991                                                        |

### メダル獲得数の国別一覧
| 順位              | 国/地域              | 金 | 銀 | 銅 | 計 |
| ----------------- | -------------------- | -- | -- | -- | -- |
| 1                 | キューバ             | 11 | 2  | 5  | 18 |
| 2                 | アメリカ合衆国       | 10 | 12 | 5  | 27 |
| 3                 | 韓国                 | 5  | 1  | 4  | 10 |
| 4                 | チャイニーズタイペイ | 3  | 10 | 7  | 20 |
| 5                 | 日本                 | 1  | 4  | 2  | 7  |
| 6                 | カナダ               | 1  | 1  | 4  | 6  |
| 7                 | オーストラリア       | 0  | 1  | 4  | 5  |
| 計 (国/地域数: 7) | 計 (国/地域数: 7)    | 31 | 31 | 31 | 93 |

## 歴代日本代表監督
出場大会のみ掲載
| 回 | 監督     | 所属学校（当時） |
| -- | -------- | ---------------- |
| 2  | 太田誠   | 駒澤大           |
| 18 | 神谷健   | 興南             |
| 21 | 渡辺元智 | 横浜             |
| 25 | 小倉全由 | 日大三           |
| 26 | 西谷浩一 | 大阪桐蔭         |
| 27 | 西谷浩一 | 大阪桐蔭         |
| 28 | 小枝守   | 元・拓大紅陵     |
| 29 | 永田裕治 | 元・報徳学園     |
| 30 | 馬淵史郎 | 明徳義塾         |
| 31 | 馬淵史郎 | 明徳義塾         |

## BFA U-18アジア選手権大会
アジア野球連盟（BFA）が主催するU-18アジア選手権は、隔年で開催されるU-18ワールドカップが開催されない間の年に開催されており、U-18ワールドカップのアジア予選も兼ねて行われている。
1994年にオーストラリアで第1回が開催され、毎回日本を含めた7-8ヶ国が出場している。甲子園終了の興奮醒めやらぬ中、大会を湧かせた選手を中心としたドリームチームといえるメンバーが結成されるため、高校野球ファンの高い注目を浴びている。
しかし第7回大会は、韓国・台湾主導によるルール変更によって使用バットが金属製から木製に変更されたことについて、日本へは事後報告という形になったことから日本高野連が「筋が違う」「大会の趣旨から逸脱している」として不参加を決定。このため社会人野球を統括する日本野球連盟が、連盟管轄の企業（高卒1年目の早生まれの選手）、クラブ、専門学校の18歳以下の選手を招集して代表チームを編成した。このチームは全日本アマチュア野球連盟（BFJ）の代表チームと認定され、日本は初めて正式なU-18代表チームを同大会に送ることとなった。ユニフォームもプロや社会人、大学生が着用するタイプとなり、プロや社会人の代表同様に新日本石油（エネオス）がスポンサーとなった。
第8回大会は、関東地区の夏の甲子園不出場校選手により編成された選抜チーム（監督・森士 / 浦和学院）を派遣。またユニフォームは、高校選抜チームではおそらく初めてと思われるBFJ公式のものを採用。しかし2大会連続で優勝を逃した。第9回大会は、日本開催ということもあり2011年春夏の甲子園出場校選手をメインに選抜チーム（監督・渡辺元智 / 横浜）が編成され、3大会ぶりに優勝を果たした。

## その他
頭部接触事象や脳震とう受傷選手への対応
2023年に行われた第31回大会では、9月3日の日本対アメリカ戦で飛球を追った際に、遊撃手の小林と左翼手の橋本が接触・衝突し、橋本は左膝を打撲し、小林は顔に橋本の右肘が当たり左脇腹も打撲した。頭部検査のために地元の病院に入院したが、6日の午前に退院。今回の事例では検査で異常はなかったが、チームは念のために日本野球機構（NPB）の「脳震とう特例措置」規定の日数に則り、最終日（10日）には小林を出場させる旨を大会本部に伝えた。しかし、大会本部からはその後の返答がなく、10日午前に理由は非公開のまま決勝戦も出場が認められなかった。2023年の大会開催時点で、WBSC主催試合では脳震とうを受傷した選手に関する規定が明確化されておらず、（検査で異常がないと判明した後であっても）交錯などで頭部に接触した後の対応基準はない。